# Maricopa (Volk)

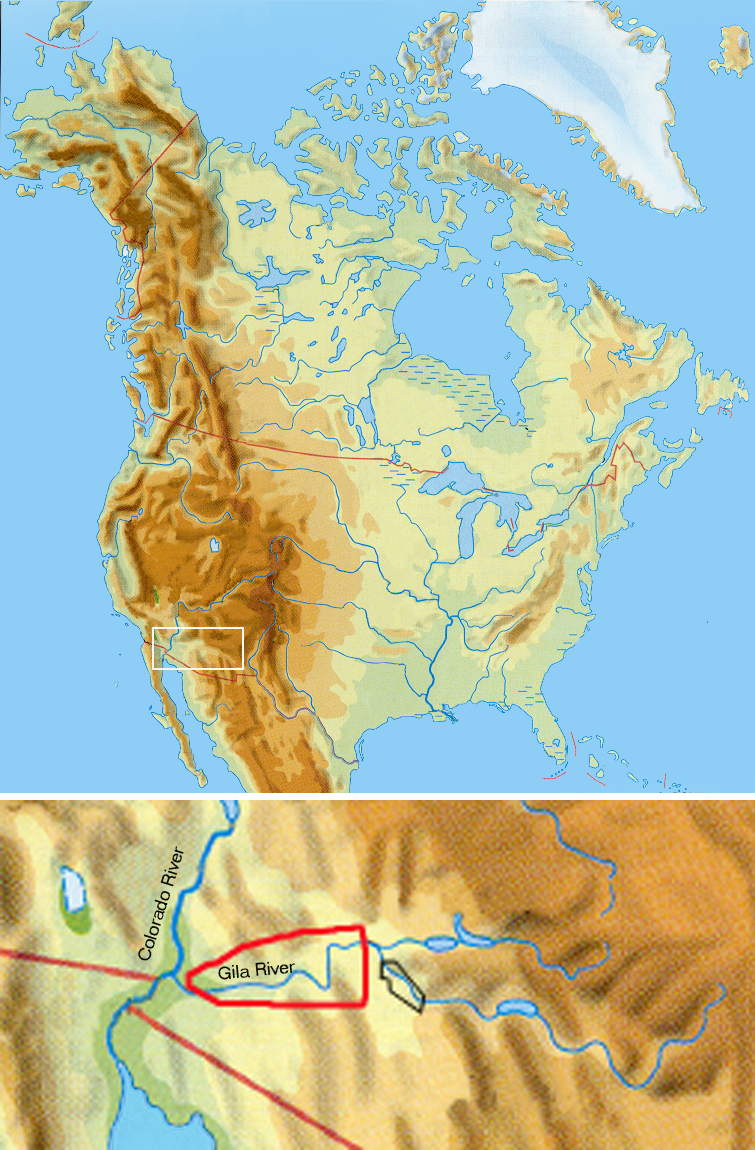
Reservate der Maricopa

Die Maricopa oder Piipaash gehören zusammen mit sieben benachbarten Stämmen – unter diesen die mächtigen Quechan (Kwtsaan oder Kwtsan), Mohave ('Aha Makhav oder Pipa Aha Makav) und Cocopa (Xawiƚƚ kwñchawaay oder Kwapa) – sprachlich, kulturell sowie geographisch zu den Fluss-Yuma. Zur Zeit des ersten spanischen Kontaktes lebten die ca. 2.000 bis 3.000 Stammesangehörige zählenden Maricopa entlang des mittleren Gila River an der Mündung des Salt River im Südwesten von Arizona in den USA.
Die heute allgemein übliche Stammesbezeichnung „Maricopa“ ist die spanische Version von Kokmalik’op („Feinde in den großen Bergen“), der Bezeichnung der östlich benachbarten einst feindlichen Akimel O’Odham für ihre späteren Verbündeten. Sie selbst nennen sich hingegen Piipaa, Pipatsji, Piipaash oder Pee-Posh („Menschen“ oder „Volk“).
Die „Maricopa“ der amerikanischen Entdecker des 19. Jahrhunderts (in spanischen Berichten als „Cocomaricopa“ und „Opa“ bezeichnet) bestanden zu diesem Zeitpunkt aus Nachkommen von fünf (evtl. sechs) ursprünglich eigenständigen Stämmen der „Fluss-Yuma“ (siehe Spier, 1933: 1-41): den „Maricopa/Piipaash“-sprachigen ursprünglichen „Piipaash“ zusammen mit den „Halchidhoma“, „Kavelchadom“ und „Opa/Piipaa Nyaa“ sowie den „Delta Yuma/Cocopa“-sprachigen „Halyikwamai“ und „Kohuana/Kahwan“.
Nur die Nachfahren der „Piipaash“ und „Halchidhoma“ konnten ihre eigene Stammesidentität bewahren und bezeichnen sich im Englischen als „Maricopa“ bzw. als „Maricopa of Lehi“, die Nachfahren der anderen drei (evtl. vier) Fluss-Yuma-Stämme, die im 19. Jahrhundert Schutz am Gila River und Salt River unter den „Piipaash“ fanden – die „Kavelchadom“, „Opa/Piipaa Nyaa“, „Halyikwamai“ und „Kohuana/Kahwan“ – konnten jedoch ihre eigene Sprache sowie ihre separate Identität nicht bewahren und identifizieren sich heute allgemein als „Maricopa“.

## Sprachen
Die Sprachen bzw. Dialekte der historischen „Maricopa“ im 19. Jahrhundert gehörten zwei verschiedenen gegenseitig nicht verständlichen regionalen Zweigen der „Yuma-Untergruppe“ der Cochimí-Yuma-Sprachfamilie an, die oftmals zu den Hoka-Sprachen gezählt wird.
Die „Maricopa/Piipaash“, „Halchidhoma“, „Kavelchadom“ und „Opa/Piipaa Nyaa“ sprachen/sprechen jeweils verschiedene Dialekte des Maricopa (Piipaash), das zu den „Fluss-Yuma-Sprachen“ der „Yuma-Untergruppe“ zählt. Die „Maricopa/Piipaash“ sprachen/sprechen den Piipaash chuukwer/Maricopa-Dialekt, die „Halchidhoma“ den „Xalychidoma chuukwer/Halchidhoma“-Dialekt und die „Kavelchadom“ (vermutlich zusammen mit den „Opa/Piipaa Nyaa“) sprachen den heute ausgestorbenen „Kavelchadom chuukwer“-Dialekt. Alle Dialekte weisen/wiesen hierbei die größten linguistischen Ähnlichkeiten mit der Sprache der „Mohave“ am Colorado River auf.
Die „Halyikwamai“ und „Kohuana/Kahwan“ sprachen verschiedene Dialekte des Cocopa (Kwikapa) bzw. der „Delta Yuma/Cocopa-Sprachen“, die zur „California-Delta Yuma/Diegueño-Cocopa-Untergruppe“ zählt. Die beiden Dialekte weisen/wiesen daher die größten linguistischen Ähnlichkeiten mit der Sprache der „Cocopa“ im Delta des Colorado Rivers auf. Heute sind die „Halyikwamai“ und „Kohuana/Kahwan“-Dialekte ausgestorben.
Da im 19. Jahrhundert die beiden ursprünglich „Delta Yuma/Cocopa“-sprachigen „Halyikwamai“ und „Kohuana/Kahwan“ mit vier „Maricopa/Piipaash“-sprachigen „Piipaash“, „Halchidhoma“, „Kavelchadom“ und „Opa/Piipaa Nyaa“ entlang des Gila und Salt River in mehreren Dörfern zum gegenseitigen Schutz zusammenlebten, wurden diese Fluss-Yuma-Gruppen und ihre Sprachen/Dialekte früher fälschlich von Spaniern und Mexikanern als „Cocomaricopa“ bzw. „Opa“ bezeichnet.
Heute sprechen noch etwa 100 „Piipaash (Maricopa)“ und „Halchidhoma (Maricopa of Lehi)“ ihre Sprache, wobei es keine separate Zählung gibt, die zwischen dem Piipaash chuukwer und dem Xalychidoma chuukwer unterscheidet (Golla 2007).

## Wohngebiet
Die Maricopa bewohnten ursprünglich ein Gebiet am unteren Colorado River (Xakxwet – „Wasser, das rot[gefärbt] ist“). Sie wurden aber durch ständige Kriege mit anderen Fluss-Yuma-Stämmen in vorspanischer Zeit vertrieben und wanderten nach und nach ostwärts am Gila River (Xiil) entlang. Um 1774 bewohnten sie den mittleren Gila östlich der heutigen Stadt Gila Bend an der Mündung des Salt Rivers (Va shly’ay). Unter dem Druck ihrer traditionellen Feinde, den Mohave (Xamakxav) und Quechan, zogen sie noch weiter östlich in die Pimeria Alta, den Stammesgebieten verschiedener Gruppen der Akimel O’Odham (Pima) (Thxpash).
Heute bewohnen sie, gemeinsam mit zwei Untergruppen der Akimel O’Odham („Fluss Volk“) zwei Reservate im südlichen Arizona. Die Gila River Indian Reservation (1.505 km²) wird von „Maricopa“ („Pee-Posh“ und weiteren Fluss-Yuma-Stämmen die sich heute ebenfalls als „Maricopa“ identifizieren) und „Keli Akimel O’Odham/Keli Akimel Au-Authm“ („Gila River Volk“) bewohnt und die Salt River Pima-Maricopa Indian Community (188 km²) ist die Heimat der „Halchidhoma“ bzw. „Maricopa of Lehi“ und der „Onk Akimel O’Odham/On’k Akimel Au-Authm“ („Salt River Volk“) sowie einiger Tohono O’Odham (Papago) („Volk der Wüste“).

## Geschichte

### Ethnische Zusammensetzung der heutigen Maricopa
Es ist bekannt, dass die intertribalen Kriege zwischen den Fluss-Yuma allgemein hoch ritualisiert, hart und grausam geführt wurden – und bald konnten die schwächeren Gruppen dem Druck der Quechan, Mohave und ihrer zeitweiligen Verbündeten, den Cocopa, nicht mehr standhalten, so dass zuerst die Maricopa selbst entlang des Gila Rivers nach Westen zu den Akimel O’Odham flohen; Anfang des 19. Jahrhunderts zogen folgende weiterer Fluss-Yuma-Stämme zu den „Maricopa“ oder „Piipaash“, um Schutz vor ihren Feinden zu finden:
- Halchidhoma oder Xalychidom Piipaa / Piipaash (auch Xalchidom genannt.)

Das Wohngebiet der Xalychidom Piipaa / Piipaash („Volk, das am Wasser lebt, d. h. entlang des Flusses“) Ihr Wohngebiet lag ursprünglich am unteren Colorado River in Arizona, etwa in dem Gebiet, wo der Gila River in den Colorado mündet. Ihre nördlichen Nachbarn am Fluss waren die Mohave, während im Süden die Quechan und in vorspanischer Zeit die eng verwandten Maricopa lebten. Um den immer wieder stattfindenden Raub- und Kriegszügen der feindlichen Quechan-Allianz zu entgehen, zogen sie zusammen mit einigen Kohuana (Cajuenche) in den 1820er Jahren den Gila River flussaufwärts nach Osten, um bei den Maricopa und Pima Schutz zu suchen. Die meisten schlossen sich den Maricopa an, jedoch der Rest zog weiter nordwärts bis zum Salt River, wo sie sich im Städtchen Lehi (der Norden vom heutigen Mesa) niederließen. Sie konnten ihre eigenständige Identität bewahren und sprechen heute noch ihren eigenen Dialekt – den Halchidhoma (Xalychidoma chuukwer)-Dialekt. Heute identifizieren sie sich im Englischen meist als „Maricopa of Lehi“ und sind Teil der „Salt River Pima-Maricopa Indian Community (SRPMIC)“ sowie eine Minderheit als „Maricopa“ und Teil der „Gila River Indian Community (GRIC)“.)
- Kavelchadom oder Kavelchadom Piipaash / Kavelchidom Piipaash (auch Kaveltcadom, historisch auch Cocomaricopa genannt.)

Die Stammesgebiete der Kavelchadom Piipaash / Kavelchidom Piipaash („Flussabwärts lebende/s Person/Volk“, „Fluss Volk im Westen“) lagen einst entlang des unteren Colorado River, nördlich des Deltas – jedoch hatten sie bereits einige Jahrzehnte vor den Halchidhoma ihre Heimat verlassen und waren den Gila River flussaufwärts ostwärts gezogen, um bei den Maricopa Schutz zu suchen. Von den Maricopa und Halchidhoma werden sie als eine einst zu letzteren gehörende band (englisch „Stammesgruppe“) betrachtet, die sich jedoch durch Lebensraum und Kultur unterschieden. Seit ca. 1840 haben sie ihre separate Identität unter den Maricopa am Gila River verloren; am Salt River jedoch gibt es einige Halchidhoma-Familien mit Kavelchadom-Abstammung. Heute identifiziert sich die Mehrzahl im Englischen als „Maricopa of Lehi“ und ist Teil der „Salt River Pima-Maricopa Indian Community (SRPMIC)“ und eine Minderzahl als „Maricopa“ und ist Teil der „Gila River Indian Community (GRIC)“.
- Opa oder Piipaa Nyaa bzw. Thxpaa Nyaa (auch: Opa bzw. Cocomaricopa genannt.)

Die Piipaa Nyaa bzw. Thxpaa Nyaa („Östliches Volk“) lebten ursprünglich zusammen mit den „(Kavelchadom Piipaash (Cocomaricopa)“ entlang des Gila River, vom Gila Bend ostwärts bis zum Zusammenfluss des Salt River und des Gila Rivers, heute als „Maricopa“ Teil der „Salt River Pima-Maricopa Indian Community (SRPMIC)“.
- Halyikawamai oder Xalykawaam (auch: Halykwani, Jallicumay, Quicama, Quiquima bzw. Quigyuma genannt.)

Traditionelle Feinde der Quechan, wurden die Xalykawaam von den Spaniern (1540–1771) am Ostufer des Colorado River, nördlich der ebenfalls manchmal feindlichen Cocopa, angetroffen. Jedoch wurde 1775 von Padre Francisco Garcés berichtet, dass sie nun nahe den Kohuana (Cajuenche) am Westufer des Colorado River lebten. Später schlossen sie sich den Kohuana (Cajuenche) an und begleiteten diese auf ihre Wanderungen und Flucht vor den Quechan und Mohave. Als die letzten Kohuana (Cajuenche) den Colorado River verließen, waren unter diesen die Halyikawamai, jedoch wurden beide bereits als eine Stammeseinheit begriffen. Die Halyikawamai und Kohuana sprachen jeweils Dialekte, die dem Dialekt der Cocopa nahe waren. Heute identifizieren sie sich im Englischen als „Maricopa“ und sind Teil der „Salt River Pima-Maricopa Indian Community (SRPMIC)“.
- Kohuana oder Kaxwaan (auch Kahwan, Cajuenche, Coana, Coama bzw. Cutganas genannt.)

Laut Padre Garcés lebten die Kaxwaan („Fluss Volk“, Singular: Kaxwin – „Person am Fluss“) bzw. Me-capáːy-it (Singular/Plural: „Person“, „Volk“) sie am Ostufer des Colorado River südlich der Einmündung des Gila River. Ständige kriegerische Auseinandersetzungen mit Quechan, Mohave und Cocopa zwang sie immer vor den Feinden fliehend umherzuwandern, einmal wanderten sie ins heutige Kalifornien, dann in den Norden Mexikos und später wieder ins Gebiet rund um das heutige Parker in Arizona am Colorado, wo die Halchidhoma einst mehrheitlich siedelten. Bereits auf diesen Wanderungen hatten sich ihnen die sprachlich-kulturell verwandten Halyikawamai angeschlossen. Im Jahr 1781 wurden sie jedoch von den Quechan endgültig besiegt, konnten jedoch nicht wie die Halchidhoma ihre Heimat verlassen, da dies die mächtigen, feindlichen Mohave verhinderten und sie zwangen sich nahe dem heutigen Mohave Valley niederzulassen. Nach ca. fünf Jahren flohen sie südwärts zu den Quechan, wo sie jedoch wie Gefangene behandelt wurden, so dass die Hälfte nach ca. fünf Jahren floh. Weitere Kohuana-Halyikawamai schlossen sich den nun ebenfalls nochmals weiter ostwärts den Gila River entlang ziehenden Halchidhoma in den 1820er Jahren an, um bei den Maricopa flussaufwärts Schutz zu finden. Die Mehrheit des Stammes jedoch floh zwischen 1835 und 1840 zu den Maricopa am Gila River sowie einige zu den Halchidhoma am Salt River; zu dieser Zeit wurden beide – Kohuana und Halyikawamai – bereits als eine Stammeseinheit begriffen. Heute identifizieren sie sich im Englischen als „Maricopa“ und sind Teil der „Salt River Pima-Maricopa Indian Community (SRPMIC)“.
Gegen ca. 1840 hatten sich die Stammesterritorien entlang des unteren Colorado River vollständig gewandelt – die oben genannten Fluss-Yuma-Stämme einschließlich der Maricopa, hatten das Tal des Colorado vollständig verlassen und waren den Gila River flussaufwärts weiter nach Osten gezogen, manche weiter nordostwärts bis zum Salt River. Dort hatten sich die Maricopa bereits mit den Akimel O’Odham (Pima) und verschiedenen O’Odham-Gruppen verbündet. Den untere Colorado River flussaufwärts dominierten nun die Mohave, die Quechan diesen bis zur Einmündung des Gila River und die Cocopa dessen Deltagebiet bis zum Golf von Kalifornien.

### Intertribale Auseinandersetzungen und Allianzen
Die verschiedenen Stämme im Südwesten waren bereits in vorspanischer Zeit in verschiedene lose Verteidigungs- und Stammesbündnisse organisiert – besonders um sich gegen die als furchtlose Krieger bekannten Fluss-Yuma und Apache behaupten zu können; hierbei dominierte in historischer Zeit die Quechan (Yuma)-Allianz den Colorado River und die Maricopa-Pima-Allianz das Gebiet des Gila River und Salt River.
So hatten sich die Maricopa und die Akimel O’Odham (Pima) und verschiedene O’Odham (Pima Alto)-Gruppen zur sog. Maricopa-Pima-Allianz zusammengeschlossen, um sich gegen die kriegerischen Übergriffe der feindlichen Quechan (Yuma)-Allianz der Quechan, Mohave, und zeitweise der Cocopa im Westen sowie gegen die Raub- und Kriegszüge der Westliche Apache und Chiricahua Apache im Osten und Norden besser verteidigen zu können.
Diese Stammes-Allianzen hatten meist zudem Einfluss auf oder Unterstützung durch benachbarte Stämme, die oftmals sprachlich, ethnisch oder kulturell diesen nahestanden – so schlossen sich den Maricopa-Pima die geflohenen Halchidhoma, Kavelchadom (Kaveltcadom) Halyikwamai und Kohuana (Cajuenche) sowie manche südkalifornische Stammesgruppen und später auch die Cocopa an. Die Quechan-Mohave wurden oftmals von den Chemehuevi der Südlichen Paiute sowie von der Ɖo:lkabaya/Tolkepaya-Band der Yavapai unterstützt. Da letztere zu den Hochland-Yuma zählen und enge kulturelle Kontakte mit den Fluss-Yuma unterhielten, wurden sie oftmals fälschlich als Yuma-Apache oder Apache-Yuma bezeichnet.
Manchmal unternahmen jeweils alle Stämme dieser Allianzen zusammen Kriegszüge gegen einen gemeinsamen Feind, dies verstärkt jedoch noch in spanischer und später mexikanischer Zeit.
Den Kriegszügen der Fluss-Yuma schlossen sich sogar manchmal bilinguale Tonto Apache der Westlichen Apache an, da diese mit den Wi:pukba/Wipukepa und Guwevkabaya/Kwevkepaya Bands der Yavapai durch gemeinsame Heiraten untereinander verwandt waren, da sie jede Gelegenheit nutzten, die Pima-Maricopa zu berauben und zu bekriegen. Die Tonto Apache sowie die verbündeten und verwandten Yavapai-Bands wurden von den Weißen fälschlich oftmals allgemein als Tonto Apache oder Mohave Apache bezeichnet.
Als die Spanier mit ihrer besseren Organisation, größeren Ressourcen sowie besseren Waffen, den Pima Alto (Obere Pima) und Maricopa Schutz gegen ihre Feinde boten, wurde die einst regional begrenzte Maricopa-Pima-Allianz in eine große indianisch-spanische Allianz eingebunden; der nun die ehemals den Pima feindlich gesinnten Opata angehörten, sowie verwandte Gruppen der Pima Bajo (Untere Pima) und Tepehuan sowie im Norden und Osten die Pueblo, die nun die spanischen und indianischen Siedlungen gegenüber der Apacheria verteidigen sollten. Später (ab 1786) wurden die Ute und deren Jicarilla-Apache-Verbündete sowie die Navajo (Diné) als auch die besonders kriegerischen und mächtigen Comanche teils durch militärische Gewalt, teils durch ökonomischen Druck (oder Vergünstigungen) überzeugt, sich gegen die Apache und deren Verbündete zu wenden und teilweise gemeinsame militärische Unternehmungen mit den Spaniern gegen diese zu unternehmen.
In diesen ständigen Auseinandersetzungen gegen die Apache und Fluss-Yuma bewährten sich die sonst friedlichen Maricopa und Pima als harte und ausdauernde Krieger und stellten sich den Spaniern, Mexikanern und später den Amerikanern gerne als Scouts und Krieger zur Verfügung.

### Battle of Pima Butte
In der Battle of Pima Butte (Battle of Maricopa Wells) vom 1. Juni 1857 eskalierte der Konflikt zwischen den Stammesallianzen in einer großen Schlacht bei Pima Butte (Maricopa: Vii Vav), Arizona in der Sierra Estrella (Maricopa: Vii Lyxa) nahe Maricopa Wells, die seitens der Quechan-Mohave unterstützt durch Apache und Yavapai mit einer entscheidenden Niederlage gegen die Maricopa-Pima endete. Die ca. 300 Krieger der Quechan-Mohave und ihrer Verbündeten unter Führung des Quechan-Häuptlings Francisco griffen die Maricopa-Siedlung Secate an, nahmen sie ein, plünderten sie und brannten sie nieder. Die überlebenden Maricopa sandten Boten zu den nahe liegenden Pima-Dörfern, die sofort alle Krieger der Gegend zusammenzogen, um einen Gegenangriff durchzuführen. Jedoch bevor die Maricopa-Pima-Streitmacht ankam, waren bereits alle Apache, Yavapai und die meisten Mohave geflohen, sodass die übrigen Quechan und Mohave nun in der Unterzahl waren. Die Krieger der Maricopa und Pima, manche zu Pferd, umzingelten die Angreifer, bevor sie die meisten Feinde, einschließlich Häuptling Francisco, töteten. Genaue Zahlen der Verwundeten und Getöteten liegen nicht vor, auf Seiten der Quechan-Mohave schätzt man ca. 200 Tote oder Verwundete (wobei hierbei die Anzahl der Toten zwischen 90 und 160 Kriegern schwankt); für die Maricopa-Pima gibt es keine Angaben. Nach diesem Desaster zogen die Quechan niemals wieder so weit den Gila River hinauf, und ihre militärische Macht war gebrochen.
Diese Schlacht ist einer der größten in der Geschichte von Arizona, sie war zudem die letzte große Schlacht seitens der Quechan-Mohave-Allianz und die letzte größere Schlacht, die einzig zwischen indigenen Stämmen geführt wurde.

## Lebensweise und Kultur

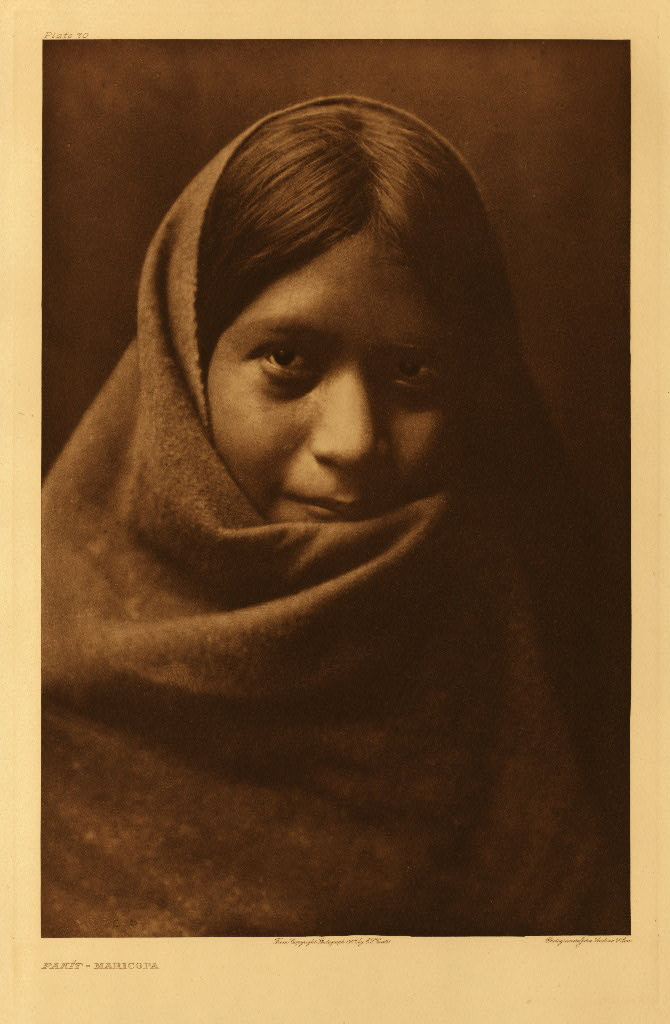
Pakit, Mädchen der Maricopa, Edward Curtis, 1908

Trotz des engen Kontakts mit den Pima behielten die Maricopa die typische Lebensweise der Fluss-Yuma bei. Das Weben von Baumwolldecken auf einem horizontalen Webstuhl und die Verwendung eines Kalenderstabs zum Aufzeichnen von wichtigen Ereignissen sind zwei von mehreren Bräuchen, die sie von ihren Nachbarn übernahmen. Sie fertigten Tontöpfe in Mengen, während sie Körbe von den Pima bekamen.
Traditionell wohnten die Maricopa in abgeflachten Kuppelhäusern, die aus einem Rahmen aus Mesquite oder Pappelholz gebaut und mit Weidenzweigen und Blättern von Pluchea sericea (Pfeilkraut) bedeckt wurde. Die Wände wurden mit Erde verdichtet. An die Häuser schlossen sich oft rechteckige Windschirme an. Zu den weiteren Bauten gehörten Lagerschuppen, Getreidespeicher aus geflochtenen Weiden und Schwitzhütten.
Heute ist kaum etwas von der alten Kultur übrig geblieben. Der Stamm ist bekannt für seine Töpferarbeiten aus rotem Ton, die mit geometrischen Figuren aus Naturfarben geschmückt sind. Allerdings werden von den schönen polierten roten Töpferwaren heute nur noch wenige Stücke hergestellt. Indianische Tänze, Heilungsriten, Stammesorganisation und die große Bedeutung von Träumen gehören der Vergangenheit an.
Die Maricopa verdienen sich ihren Lebensunterhalt mit Farmarbeit, Baumwollanbau, Lohnarbeit und dem Verpachten von Land an nichtindianische landwirtschaftliche Unternehmungen. Die meisten individuellen Ländereien sind zu klein für eine wirtschaftliche Nutzung.

## Demografie
James Mooney schätzte sie auf 2.000 Angehörige im Jahr 1680 und Francisco Garcés berechnete ihre Bevölkerungszahl 1775 auf etwa 3.000, während es 1905 nur noch 350 Maricopa gab. Folgende weitere Bevölkerungszahlen sind bekannt: 386 (Zensus von 1910); 394 (Indian Office von 1920); 310 (Zensus von 1930) und 339 (Indian Office von 1937). Aktuelle Zahlen gibt es nicht, da in dem Salt-River-Reservat Maricopa und Pima kumuliert gezählt werden. In dem Maricopa-Reservat (engl. Ak-Chin Indian Community of the Maricopa) soll es dagegen keine Maricopa mehr geben.